# Medal Zasługi (Dania)
Medal Zasługi (duń. Fortjenstmedaillen, Fortjenstmedaljen) – medal zasługi urzędniczej, duńskie odznaczenie ustanowone 16 maja 1792 przez króla Christiana VII z dynastii Oldenburskiej. Najstarszy duński medal nadawany jako nagroda za zasługi. Przeznaczony jest wyłącznie dla obywateli Danii.
Podzielony jest obecnie na dwa stopnie:
1. Złoty Medal Zasługi (Fortjenstmedaillen i guld, skr. F.M.1.) – nadawany za niezwykle rzadki wysiłek pod względem administracyjnym lub politycznym;
2. Srebrny Medal Zasługi (Fortjenstmedaillen i sølv, skr. F.M.2.) – przyznawany za 40-letnią, wierną służbę wojskową lub pracę cywilną u jednego pracodawcy, będącego instytucją lub urzędem państwowym; jego odpowiednikiem przyznawanym za podobne osiągnięcia pracownikom prywatnych przedsiębiorstw jest nieco mniejszy Medal Królewski Nagrody.

Medal ma średnicę 37 mm. Pierwszy stopień jest wykonywany ze złota, a drugi ze srebra. Na awersie umieszczony jest wizerunek aktualnie panującego władcy – profil zwrócony w prawo (dla patrzącego) i otoczony napisem „MARGARETHA II REGINA DANIÆ” (pol. „MAŁGORZATA II KRÓLOWA DANII”), a na rewersie znajduje się słowo „FORTIENT” (pol. „ZASŁUŻONY”) otoczony wieńcem z liści dębowych związanych u dołu kokardą. Na rancie medalu grawerowane jest imię i nazwisko odznaczanego.
W okresie panowania Chrystiana IX w latach 1863–1906 profil władcy na awersie medalu zwrócony był w lewo.
Medal mocowany jest do wstążki obecnie wiązanej w pięciokąt (w przypadku mężczyzn) lub w kokardę (dla kobiet), w kolorze czerwonym z białym krzyżem na całej długości.
W latach 1906–1952 niektóre wersje medalu wyposażane były w okucia mocowane do wstążki, jeśli medale były nadane w związku z ważnymi wydarzeniami lub ekspedycjami.
W duńskiej kolejności starszeństwa odznaczeń Złoty Medal Zasługi znajduje się za Krzyżem Kawalerskim Orderu Danebroga, a przed Medalem „Ingenio et arti” (choć jego ranga jest porównywalna z Krzyżem Wielkim Orderu Danebroga), natomiast Srebrny Medal Zasługi znajduje się za Medalem Obrony za Waleczność, a przed Złotym Medalem Nagrody z Koroną.

## Odznaczeni
Łącznie do 2003 nadano ponad 440 złotych i 6872 srebrnych medali.